# Amy Denio

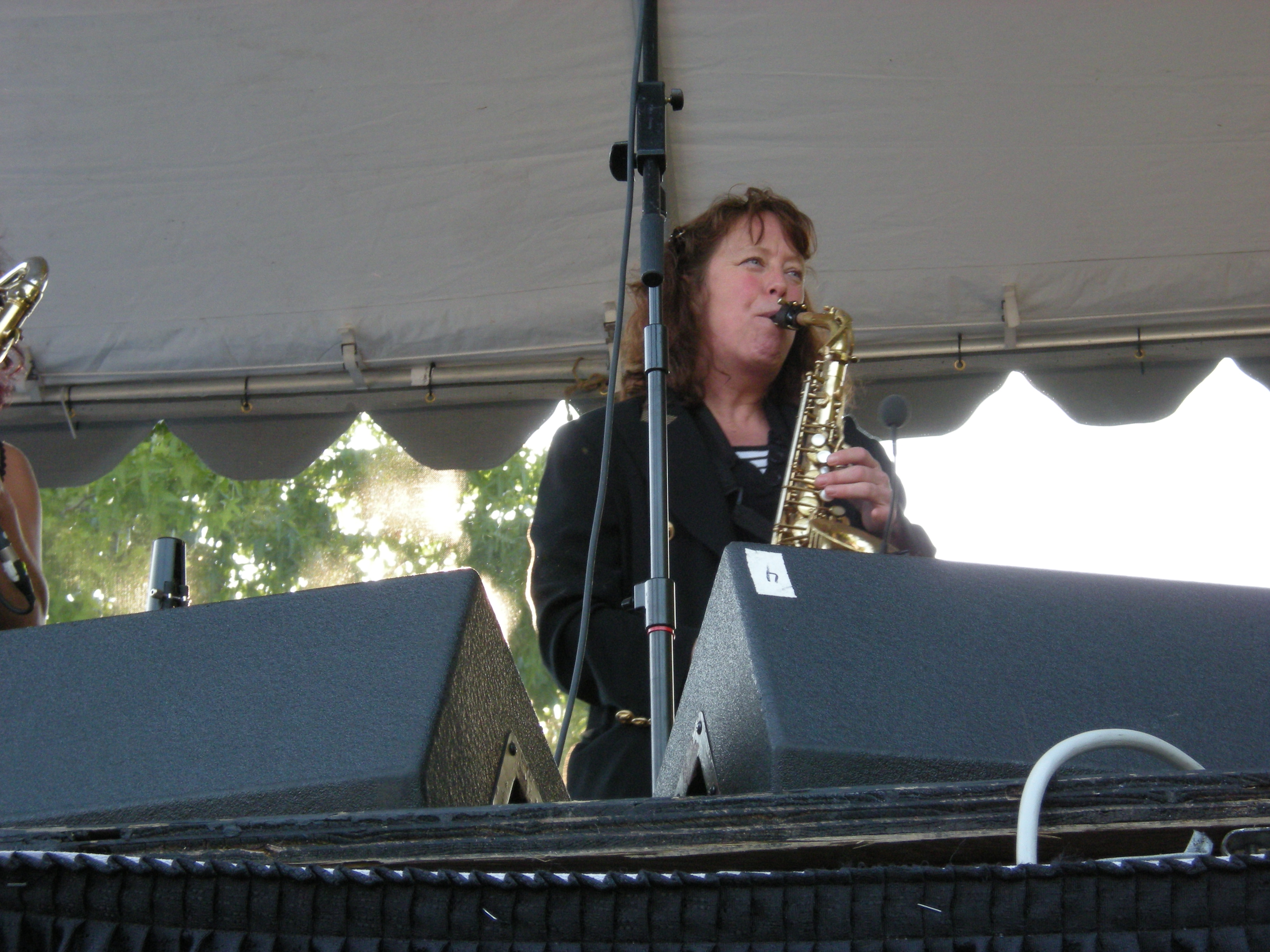
Amy Denio (Konzert mit den Tiptons 2008)

Amy Denio (* 9. Juni 1961 in Boston, Massachusetts) ist eine US-amerikanische Multiinstrumentalistin (Altsaxophon, Gitarre, E-Bass, Akkordeon) und Sängerin im Grenzbereich zwischen Creative Jazz und Artrock.

## Leben und Wirken
Denio beschäftigte sich als Kind zunächst mit dem Klavier, um dann autodidaktisch Gitarre zu lernen. Nach dem Abschluss an der Kingswood School (heutige Cranbrook Kingswood School) in Bloomfield Hills, einem reichen Vorort von Detroit, studierte sie auf dem Colorado College und dann auf dem Hampshire College, wo sie 1979 mit einem Bachelor in Musik abschloss. In Nordindien hat sie bei Dhanashree Pandit Rai Gesang studiert. Zwischen 1985 und 1999 war sie als Programming Office Coordinator in der Zentrale von Yesco Foreground Music tätig.
Denio gründete das Bandprojekt Tone Dogs, das die Grunge-Szene von Seattle vorbereitete und deren Debütalbum „Ankety Low Day“ 1990 in die Auswahl für eine Grammy-Nominierung kam. 1990 gehörte sie zu den Gründerinnen des Billy Tipton Memorial Saxophone Quartett. In Europa trat sie mit Wädi Gysi und Chris Cutler in der Freerock-Band (ec)Nudes auf. 1993 spielte sie mit Curlew um George Cartwright und Tom Cora. Weiterhin arbeitete sie mit dem Folk-Kabarett Die Knödel und mit Die Resonanz Stanonczi. 2000 gründete sie mit Pavel Fajt und ungarischen Musikern The Danubians. Seit 2008 ist sie Mitglied der Balkanpunk-Band Kultur Shock. Sie schrieb auch Hörstücke wie Seattle Sound und spielte mit Fred Frith, Guy Klucevsek, Pauline Oliveros, Derek Bailey und Chuck D.

## Lexigraphische Einträge
- Wolf Kampmann (Hrsg.), unter Mitarbeit von Ekkehard Jost: Reclams Jazzlexikon. Reclam, Stuttgart 2003, ISBN 3-15-010528-5.